# St. Gabriel
St. Gabriel – miasto w Stanach Zjednoczonych, w stanie Luizjana, w parafii Iberville.